# Ten Network Holdings Limited
Ten Network Holdings Ltd est l'une des principales sociétés de médias d'Australie. Elle appartient au conglomérat de médias américain Paramount Global. Elle a son siège social à Sydney, en Australie.

## Actifs
Tout en se concentrant à l'origine sur la gestion d'un réseau de télévision, Ten s'est récemment[Quand ?] diversifiée dans une gamme d'autres médias au cours de la dernière décennie. Voici quelques-unes des entreprises qu'elle a gérées, ou dans lesquelles elle est impliquée :
- Network Ten
  - ATV Melbourne
  - TEN Sydney
  - TVQ Brisbane
  - ADS Adelaide
  - NEW Perth
  - ONE
- Eleven (66.6 %)
- Spree TV
- Outdoor Plus Pty Limited
- Media Choice LLC
- Ultimate Media Group Pty Limited

## Histoire

### CanWest à vendre
Le 24 septembre 2009, Canwest a annoncé qu'elle vendait sa participation de 50,1 % dans Ten Network Holdings pour un montant de 680 millions de dollars (à la suite de la concentration / restriction de 2006 sur la participation des médias australiens), afin de rembourser sa dette importante, bien que ce ne soit pas suffisant pour sauver l'ancienne entreprise, qui a cessé ses activités l'année suivante.

### James Parcker partage l'achat
En octobre 2010, James Packer (par son intermédiaire privé Consolidated Press Holdings) a acheté 17,88 % des actions de Ten Network Holdings. La moitié de cela a ensuite été acheté chez Packer par Lachlan Murdoch. Les deux sont listés comme copropriétaires de 17,88 % de l'entreprise.
Le 26 novembre, le magnat de l'exploitation minière et la femme la plus riche d'Australie, Gina Rinehart ont été nommés membre du conseil d'administration après avoir acheté 10 % de la société.
La spéculation entoure l'avenir de l'investissement de Packer, car les changements à venir de la réglementation sur la radiodiffusion sportive et le faible prix des actions de Ten dans un marché à reprise lente sont considérés comme des facteurs possibles pour la participation actuelle.
Le 23 février 2011, le conseil d'administration de Ten Network Holdings a résilié le contrat de Grant Blackley qui était alors PDG. Lachlan Murdoch a été nommé chef de la direction par intérim. En février 2012, Murdoch a été nommé président par le conseil d'administration, en remplacement de Brian Long qui est devenu vice-président, avec James Warburton comme chef de la direction de la société.
Le 26 mars 2014, Hamish McLennan a été nommé président exécutif après être devenu directeur général et administrateur délégué de la société en mars 2013 en remplacement de James Warburton. Lachlan Murdoch a pris sa retraite en tant que président et un directeur pour rejoindre News Corp et 21st Century Fox en tant que coprésident non exécutif.
Le 27 juillet 2015, Paul Anderson a été nommé Directeur Général, et David Gordon, Directeur Non-Exécutif, a été nommé Président après que Hamish McLennan a quitté ses deux fonctions.

### Offre publique d'achat de foxtel
En 2014, Newstel Corp / Teltra appartenant à Foxtel et la société de câbles américains Discovery Communications ont réalisé une coentreprise pour faire une offre de Ten. D'autres entreprises et sociétés d'investissement américaines, telles qu'Anchorage Capital Group et Saban Capital Group, étaient également inscrites sur la liste d'enchères. Cependant, le propriétaire de WIN Corporation et actionnaire de Ten, Bruce Gordon (en), s'est opposé à cette solution, affirmant que Ten demeurerait aux mains de l'Australie.
Le 15 juin 2015, Foxtel a officiellement accepté de racheter 15 % d'actions dans Ten Network Holdings, en attendant l'approbation de la Commission australienne de la concurrence et de la consommation (en). Avant l'acquisition, Discovery s'est retiré du partenariat avec Foxtel.
De nombreux rapports ont révélé que Foxtel passera à travers l'acquisition de Ten Coporate et que le gouvernement australien abolira la restriction de la propriété croisée des médias.

### Les turbulences financières de 2017
En annonçant une perte semestrielle de 232 millions d'USD en 2017, Ten Network Holdings a prévenu qu'il y avait « un doute important sur la capacité du groupe à continuer » et que son avenir dépendait d'une extension ou d'un renouvellement d'une garantie de dette de 200 millions d'euros par trois de ses principaux actionnaires Lachlan Murdoch, Bruce Gordon et James Packer qui expire en décembre 2017,.